# Parque Finca Liana
El Parque Finca Liana se encuentra situado en el municipio de Móstoles (Madrid, España), más concretamente en el Distrito Oeste. Está rodeado por la Avenida Olímpica, la Calle Benito Pérez Galdós y la Avenida de Portugal.  Cuenta con una superficie de 14,44 hectáreas (144.400 metros cuadrados) y es el segundo parque más grande situado en la ciudad, siendo considerado uno de los pulmones de la misma.

## Historia

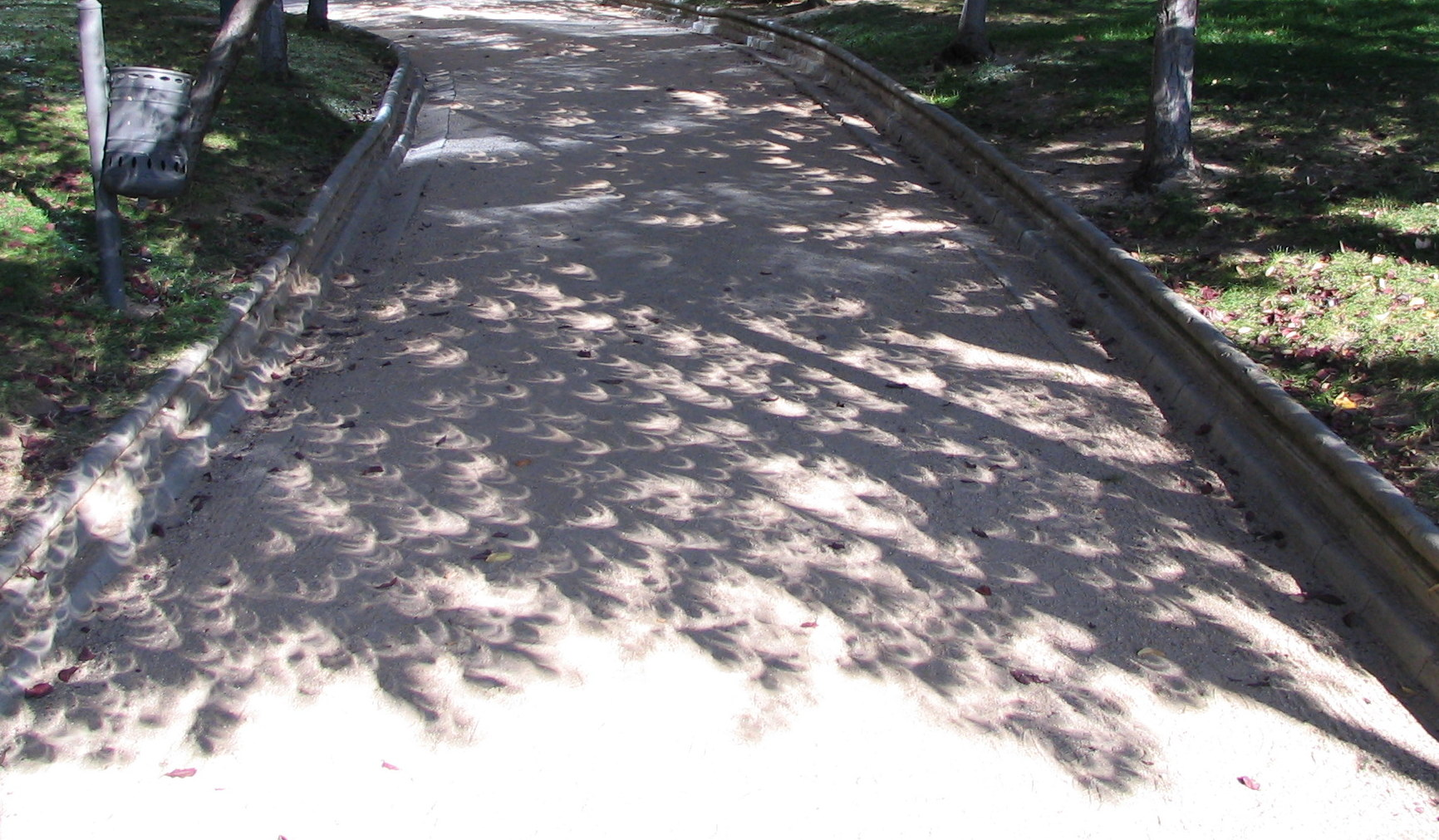
Zona de sombra

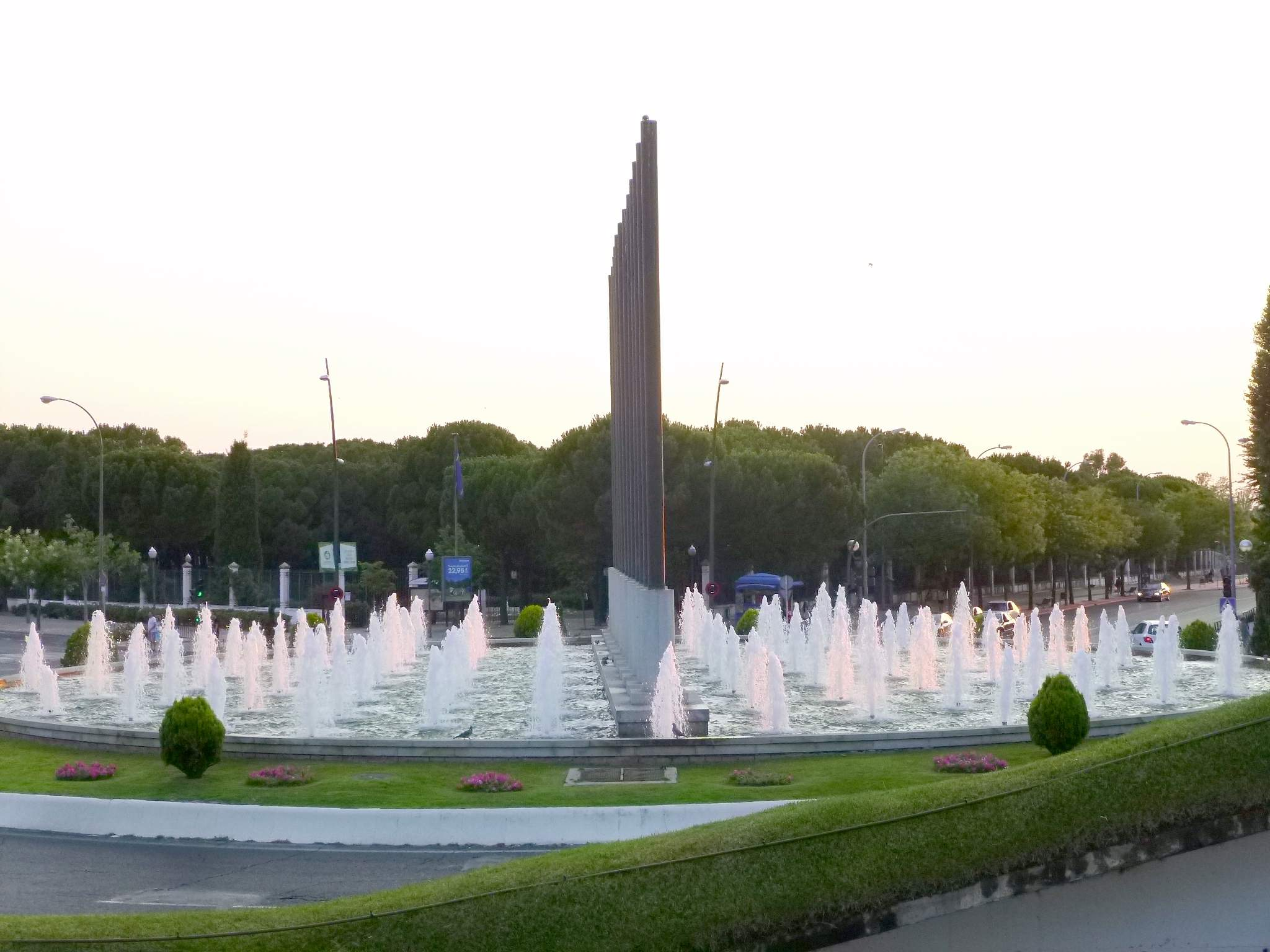
Vista masa arbórea desde el exterior del parque

El parque tiene su origen entre los años  1985 y 1990, cuando el alcalde Bartolomé González Llorente expropió el terreno a sus antiguos propietarios para recuperar el recinto para uso público en 1985, potenciando así los equipamientos públicos de la ciudad y paralizando el crecimiento residencial.
Bajo la dirección del arquitecto y urbanista de la época, Juan María Sánchez, se comenzaron las primeras obras para cercar el perímetro del mismo con una valla perimetral de hormigón moldeado y comenzar a diseñar así los caminos interiores. Tras la finalización de estos trabajos se decidió construir seis fuentes (tres de ellas monumentales y tres paisajistas) que se reparten dentro de la superficie del parque. La disposición de las mismas se realizó mediante premisa de que "el arte de paisaje es el arte de engañar al ojo", por lo que las mismas generan un punto de vista distorsionado que va variando dependiendo del grado acercamiento de los visitantes.
Posteriormente, se realizó un estanque  de 500 metros cuadrados que daría cobijo a dos tipos de especies de patos (Ánade Real o Anas platyrhynchos  y Pato colorado). Existieron varios problemas en cuanto al suministro de agua dentro del mismo, debido a la construcción anterior de las seis fuentes,  por lo que las obras se tuvieron que paralizar unos meses. Después de varias protestas por parte de los vecinos, las obras se reactivaron gracias a que el Ayuntamiento de Móstoles y la Comunidad de Madrid invirtieron 500 millones de las antiguas pesetas en la perforación de pozos y construcción de nuevas canalizaciones de agua.
Una vez solucionadas las zonas donde la presencia del agua iba a estar muy visible, se pasó a las obras de ajardinamiento. Lo que se quería conseguir eran siete espacios con gran cantidad de masa arbórea, recreando la sensación de estar dentro de un bosque de pináceas. Para ello se procedió a la plantación de 1.600 pinos a lo largo de toda la extensión del parque. La especie de pino seleccionada, después de varios estudios realizados por expertos en botánica, fue el Pinus pinea (también conocido como "pino piñonero") . Esta especie, además de alcanzar los 20 metros de altura y crear unos grandes espacios en sombra, tiene una serie de aplicaciones terapéuticas para los dolores reumáticos y una serie de connotaciones relacionadas con rituales supersticiosos como la purificación de una casa gracias a la obtención de sus hojas aciculares. En 1987, se ampliaron las obras de ajardinamiento realizándose una rosaleda que recuerda a la situada en el Parque del Retiro de Madrid, llamada Rosaleda del Retiro y realizada en 1915 por Cecilio Rodríguez (jardinero Mayor del Retiro y Director de departamento de Parques y Jardines del Ayuntamiento de Madrid).
En 1990 quedó inaugurado el parque, pero lo que se iba a convertir en un nuevo pulmón verde lleno de actividad, quedó reducido a un espacio de paso, vacío y a veces, considerado peligroso debido a diversas actividades delictivas que se desarrollaron en su interior . Por estas razones, la primera decisión que tomó el Ayuntamiento de la ciudad fue la de poner un horario de apertura y cierre del mismo, reduciendo notablemente la peligrosidad. Después decidieron ampliar el abanico de actividades colocando tres parques infantiles con diferentes temáticas, un cine de verano, un Centro de Educación Ambiental y el Centro de la Junta de Distrito de la Zona Oeste.  Con estas operaciones el parque comenzó a convertirse en un espacio de relación entre personas de diferentes edades.
La última intervención dentro del parque se realizó en el año 2005 donde se dispuso una plataforma de hormigón de 10.000 metros cuadrados donde se albergan diferentes acontecimientos como: la sede de la feria del libro de la localidad, un certamen nacional de bandas de música o la colocación de las carpas de las peñas de la localidad en los periodos festivos. Tratándose de una de las obras más largas y costosas de todo el municipio, este parque se ha convertido, en la actualidad, en el nuevo “Retiro de Móstoles”.

## Horarios de apertura y transporte público
Horarios:
- Viernes, sábado y domingo, de 10:00 a 1:00 horas.
- De lunes a jueves de 10.00 a 24.00 horas.
- Actuaciones: los sábados de 20.30 a 22.30 horas y de 22.30 a 24.30 horas, y los domingos de 11.00 a 13.00 y de 20.30 a 22.30 horas.
- Períodos festivos (Fiestas Patronales del Dos de Mayo): de 10:00 a 5:00 horas

Transporte público
- Renfe Cercanías:  (Móstoles-El Soto). 
- Líneas de Autobús desde Príncipe Pío 523, Alcorcón 520, Fuenlabrada 525 y 526 y Villaviciosa de Odón 519.
- Carril bici que rodea la totalidad del recinto.